# Paul Schneider-Esleben

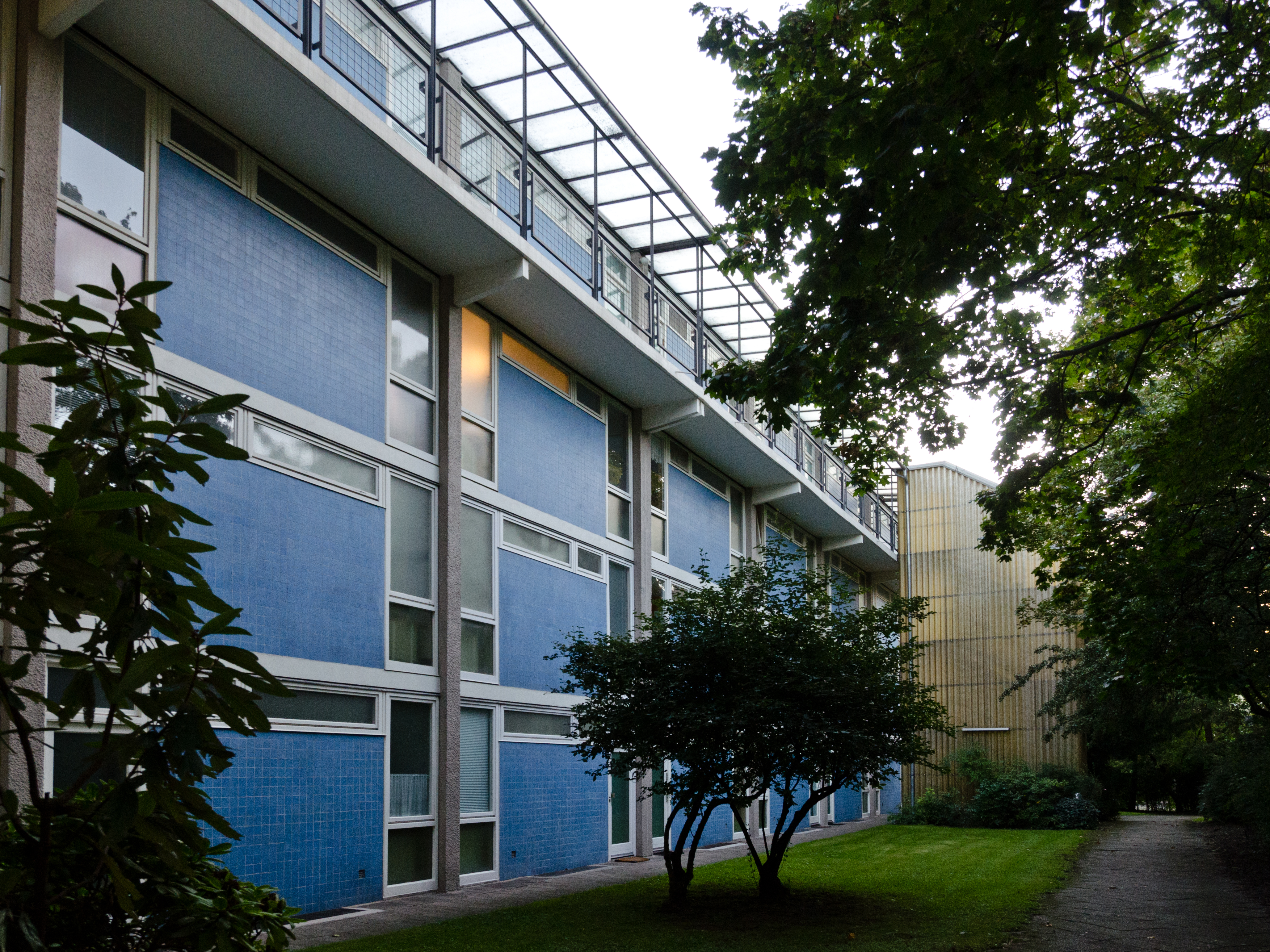
Denkmalgeschützte Wohnanlage der Interbau 57

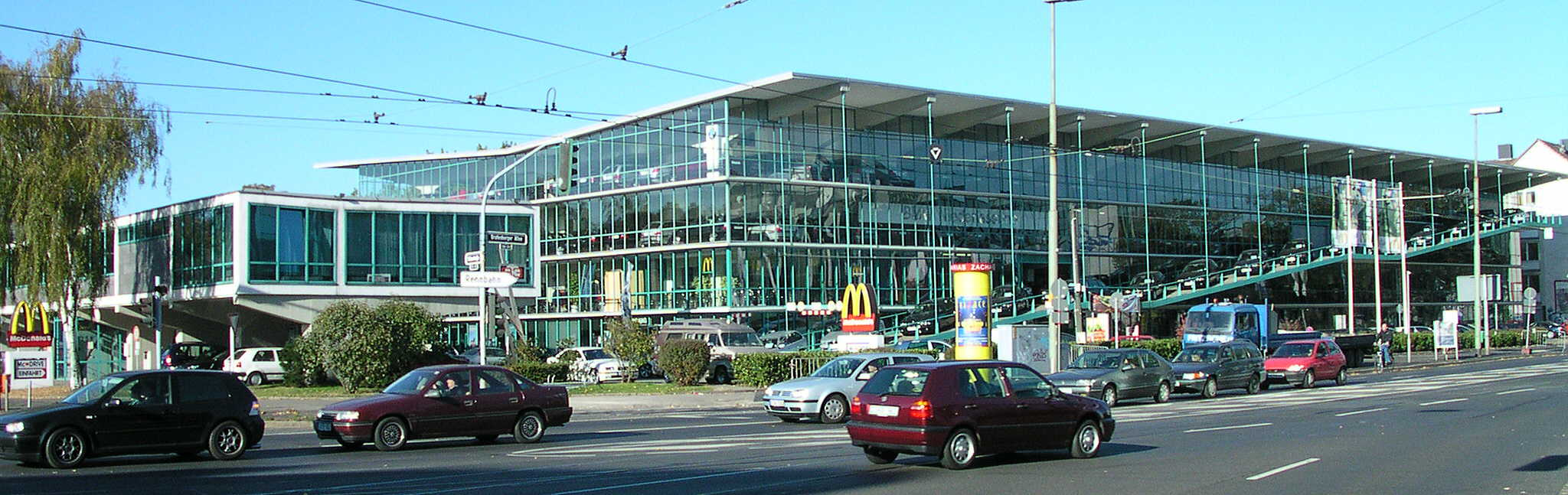
Haniel-Garage (1950–1952)

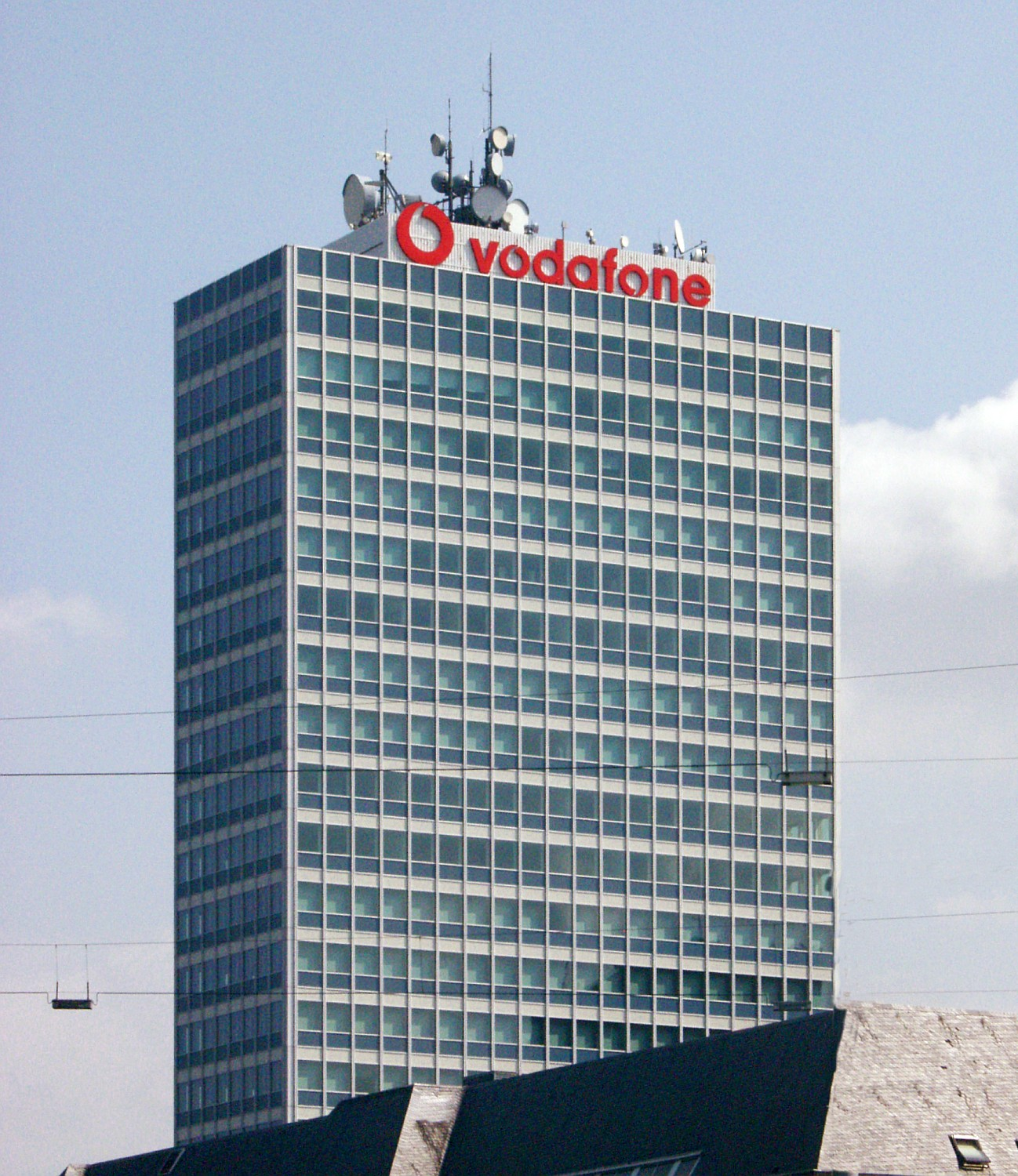
Mannesmann-Hochhaus (1954)

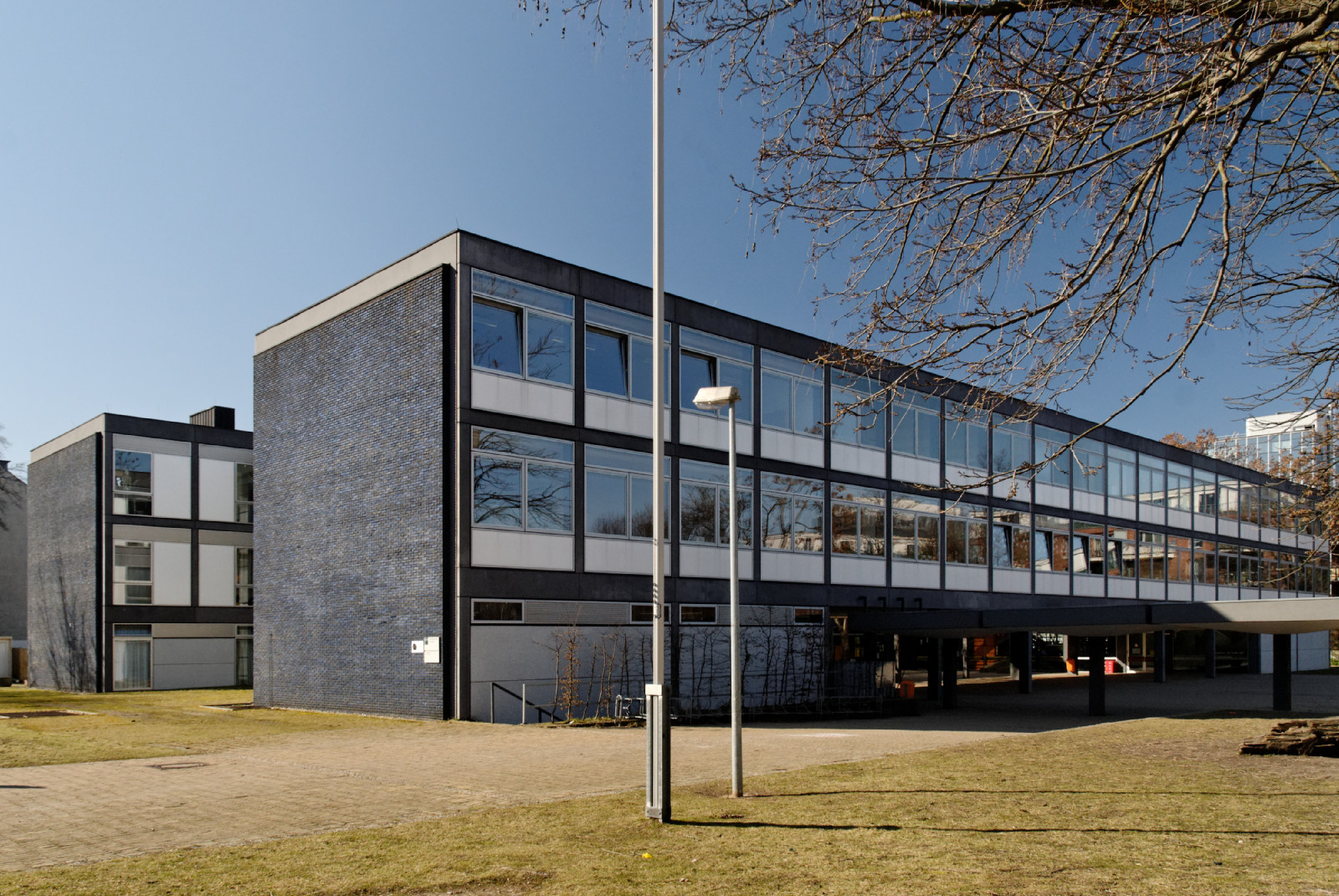
Rolandschule (1961)

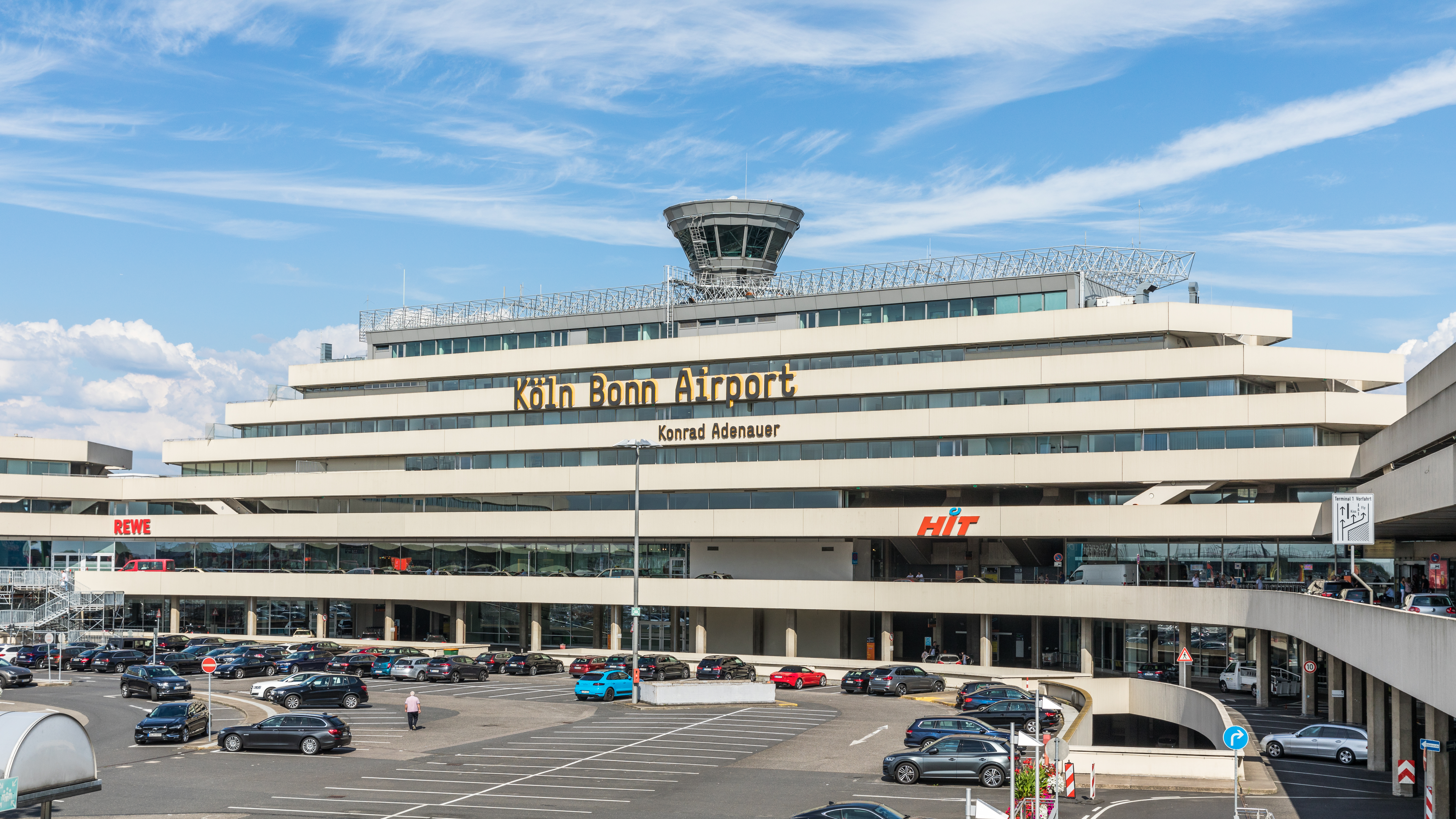
Flughafen Köln-Bonn (1970)

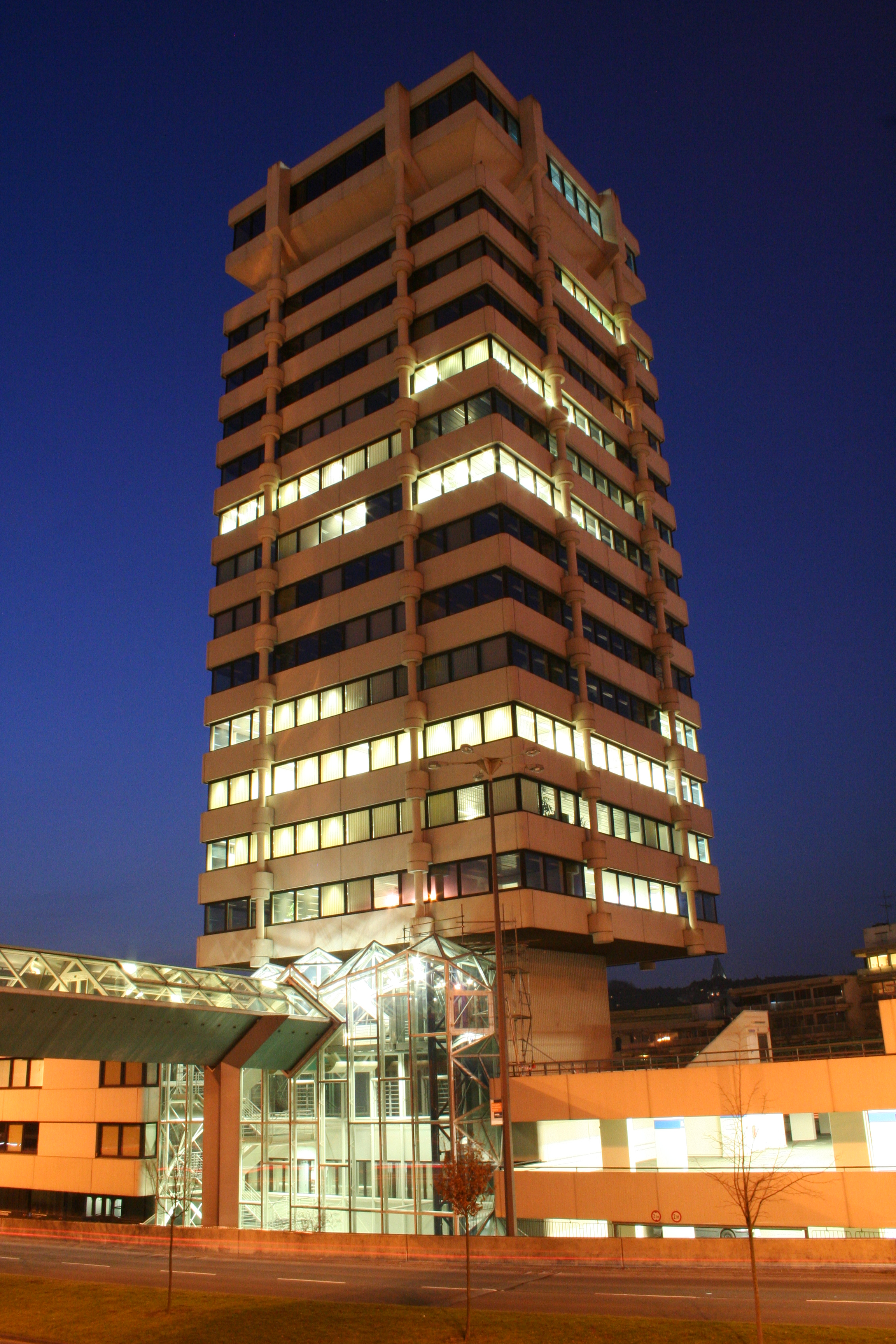
Sparkasse Wuppertal (1973)

Paul Maximilian Heinrich Schneider von Esleben, genannt Paul Schneider-Esleben (PSE) (* 23. August 1915 in Düsseldorf; † 19. Mai 2005 in Hausham im Landkreis Miesbach, Oberbayern) war ein deutscher Architekt, Designer für Möbel und Schmuck, Zeichner, Maler und Hochschullehrer, der mit seinen Bauten das demokratische Selbstverständnis und Leben in der jungen Bonner Republik vorantrieb.

## Biografie

### Familie
Schneider-Esleben war der Sohn des Düsseldorfer Architekten und Denkmalpflegers Franz Schneider (1877–1948) und seiner Ehefrau Maria Anna Elisabeth, geborene Esleben (1881–1950). Er wuchs mit seinen sechs Geschwistern in einem katholisch-konservativen Umfeld auf. Auch seine Brüder Karl (1918–1975) und Egon (1924–1980) wurden Architekten in Düsseldorf.
Die Namensschöpfung Schneider-Esleben bzw. Schneider von Esleben rührt her – dem Biograph Rolf Beckers zufolge – aus einer Verknüpfung des Geburtsnamens Schneider mit dem Namen der mütterlichen Familie, die das Prädikat von allerdings bereits um die Mitte des 19. Jahrhunderts ablegen musste. Später führte er das von in seinem Namen aus traditionellen Gründen wieder ein.
Schneider-Esleben war zweimal verheiratet (1946–1995 mit der Schriftstellerin, Evamaria Meyerhof - van Diemen (1922–2007), und dann ab 1996 mit Anne Margarete Grün, geb. Müller (* 1942)). Er ist der Vater von Florian Schneider-Esleben (1947–2020), dem Mitbegründer der Band Kraftwerk, sowie der Architektin und Designerin Claudia Schneider-Esleben (* 1949) und der Grafikerin Katharina (1955–2002).

### Ausbildung, Beruf und Werke
1937 begann Schneider-Esleben sein Architekturstudium an der Technischen Hochschule Darmstadt, das er 1939 für den Kriegsdienst bei der Luftwaffe unterbrechen musste. 1942 wurde er im besetzten Lothringen zum Piloten ausgebildet. Dort lernte er Rudolf Schwarz, Emil Steffann und Rudolf Steinbach kennen, die kriegszerstörte Dörfer und Städte wiederaufbauten und ihm von der Existenz der Bauhausbewegung erzählten. 1946 konnte er nach russischer Kriegsgefangenschaft als Doppelstudium an der Technischen Hochschule Darmstadt und an der Technischen Hochschule Stuttgart wieder aufnehmen und erwarb 1947 sein Diplom dort bei Hugo Keuerleber.
Von April 1947–1949 war Schneider-Esleben externer Mitarbeiter von Rudolf Schwarz; er arbeitete mit an den Wettbewerben: Wiederaufbau Pfarrkirche mit Pfarrgebäuden in Eschweiler-Dürwiß, der Erweiterung Kolpinghaus Köln und dem Wiederaufbau des Gürzenich. 1948 übernahm er auf Schloss Lembeck das Büro seines verstorbenen Vaters, der im Münsterland westfälische Wasserburgen und mittelalterliche Kirchen restaurierte. Er schloss dessen Aufträge auf Schloss Lembeck ab sowie auch das Stift St. Florian in Linz, vollendete den Kryptabau der Benediktinerabtei Königsmünster, Meschede, und entwarf dort die Notkirche.
Die Entwürfe seiner frühen Häuser, die Schneider-Esleben für prominente Familien errichtete, zeigen Einflüsse von Emil Steffann, Ludwig Mies van der Rohe und Egon Eiermann.
1949 erlangte er mit dem Bau der gläsernen „Haniel-Garage“ Düsseldorf, Deutschlands erstem Parkhaus mit Motel nach dem Krieg, internationalen Ruhm mit dem Bruch der deutschen Bautradition und der Weiterentwicklung der klassischen Moderne. (1986: Baudenkmal) 1952 baute Schneider-Esleben die kriegszerstörte, 1927 von seinem Vater errichtete Kirche St. Bonifatius (Düsseldorf-Bilk) wieder auf (1997: Baudenkmal).
1953 schuf er mit der anstelle der kriegszerstörten, neuromanischen Kirche errichteten Rochuskirche in Düsseldorf-Pempelfort einen in seiner inneren Wirkung und äußeren Erscheinung beeindruckenden wie ungewöhnlichsten Sakralbauten nach 1945. (1988: Baudenkmal)
1954 gewann PSE den Wettbewerb für das Mannesmann-Hochhaus am Rheinufer (Ausführung 1956–58), es gilt als das erste Hochhaus in Europa. Die Farbberatung übernahm sein Freund und Kollege Egon Eiermann, mit dem Blau des MannesMannEmblems. PSE entwarf 1953 für Mannesmann neben anderem Mobiliar den Kugelrohrsessel „Sputnik“ bzw. „855 und 855 a“, für den er 1960 die Silbermedaille der Triennale di Milano erhielt. Laut dem Architekten Lambert Rosenbusch in 2006: „Für den großen Kollegen, der den 855 auf die Welt gebracht hatte, bis heute das einzige gültige Redesign von Mies Barcelona Sessel“. PSE sorgt auch hier wieder für Kunst am Bau mit der Stahlplastik „Non such“ von Prof. Norbert Kricke. Seit 2015 ist das Hochhaus Sitz des Ministeriums für Wirtschaft, Innovation, Digitalisierung und Energie des Landes NRW. (2001: Baudenkmal)
1957 bis 1958 entwarf PSE eine Wohnanlage für die Interbau Berlin 1957 in Berlin-Hansaviertel, Klopstockstraße 25–27 (Baudenkmal). Zu einem Wettbewerb von 1952 wurden 53 Architekten aus 13 Ländern eingeladen, allesamt Verfechter westlich-moderner Vorstellungen vom Neuen Bauen, darunter Alvar Aalto, Egon Eiermann, Walter Gropius, Arne Jacobsen, Oscar Niemeyer, Paul Schneider-Esleben und Max Taut. Am Ende ergab der Ideenwettbewerb der Architekten vielfältige, auch anderswo nutzbare Anregungen für Grundrisse, Konstruktion und Gestaltung im öffentlich geförderten Wohnungsbau – auch dies ein wichtiges Ergebnis des Projekts.
Von 1957 bis 1961 entwarf PSE die Grundschule an der Rolandstraße, auch Rolandschule genannt, in Düsseldorf. Mit dem strengen Modul-System orientiert sich der Architekt an Werken von Ludwig Mies van der Rohe. Das Schulgebäude „repräsentiert in seiner linearen und kubischen Strenge die Mies-Tradition auf geradezu klassische Weise“, es „klingt aber bereits die Ästhetik der 1960er Jahre an“. Wegen seiner überzeugenden Architektur setzte der Bau sich „rasch durch und wurde vorbildlich für eine ganze Reihe“ von Schulgebäuden. Die Schule wurde 2005 aufwändig saniert. Die Beanspruchung durch 40 Jahre Nutzung, geänderte Energiekonzepte, aber auch die Entfernung von Schadstoffen wie Asbest und PCB machten diese Arbeiten notwendig. Die beauftragten Architekten konnten sich 2005 noch mit Schneider-Esleben positiv abstimmen."
Mit dem Gebäude schuf Schneider-Esleben eine „Einheit von Bildender Kunst und Architektur“ und band daher seine Künstlerfreunde Joseph Beuys und die Gruppe ZERO mit Kunst am Bau ein. So entstand eine Reihe von Kunstwerken, die sich zum Teil heute noch an ihrem Platz befinden, darunter die drei kinetische Objekte im Foyer – die Farborgel von Heinz Mack, die Raster-Plastik von Otto Piene und das Schattenspiel von Günther Uecker (Scheibenkugeln).
Beuys stellte eine Spielplastik (Puppe), eine neunteilige liegende Figur aus Teakholz her, deren einzelne Glieder mit Hanfseil verbunden waren. Nachdem im Dezember desselben Jahres Der Spiegel berichtete, „der zentnerschwere Schädel des Riesenspielzeugs könne ein Kind erschlagen“, wurden die Seile durch Aluminiumbügel verstärkt und der Rumpf der Figur vom Düsseldorfer Architekten Wolfgang Döring im Erdboden des Pausenhofs verankert. Am 20. Dezember 1963, schrieb der Leiter der Rolandschule dem Hochbauamt, dass die Puppe einer Restaurierung bedürfe oder entfernt werden müsse. Daraufhin wurde das Werk, nachdem Beuys dieses als vollständig verstümmelt betrachtete und einen Schadensersatz nicht annahm, 1964 von ihm abgeholt. Heute ist es unter dem Titel Jungfrau, 1961, Bestandteil des Block Beuys im Hessischen Landesmuseum in Darmstadt.  Da die Schule in ihrer „originalen Ausstattung bedeutend für Architektur- und Stadtgeschichte“ ist, steht sie als Gesamtkunstwerk seit 1990 unter Denkmalschutz (1990: Baudenkmal).
Von 1957 bis 1962 baut Schneider-Esleben für die Commerzbank Düsseldorf das Punkthochhaus mit verglastem Drive-in-Bankschalter und Pförtnerloge einen weiteren wichtigen Beitrag der deutschen Nachkriegsmoderne zum Internationalen Stil. (1998: Baudenkmal, seit 2020 Umbau zum Hotel.)
Der skulpturale Villenbau Haus Zindler in Düsseldorf-Himmelgeist, liegt auf einem Rheingrundstück, die verschieden breiten Gebäudekomplexe wurden 1967 auf der Grundlage des goldenen Schnitts erarbeitet. Der Komplex wurde auf einem Grundriss bestehend aus verschiedenen Kreisen errichtet – „den Grundriss entwickelte [er] aus der geometrischen Grundform des Kreises, Kreise und Kreissegmente mit unterschiedlichen Durchmessern sind gegeneinander geschoben und durchdringen sich teilweise“. Es ist zugleich ein Beispiel für organische Architektur; so geht Schneider-Eslebens Arbeit mit gekurvten Grundrissen auf Wrights Prinzipien der organischen Architektur zurück – „dabei sind Werke Frank Lloyd Wrights hervorzuheben, die Schneider-Esleben wohl auch beeinflussten“.
Von 1963 bis 1966 verwirklichte Schneider-Esleben das ARAG-Terrassenhaus auch „Stufenhochhaus“ genannt für die Hauptverwaltung der ARAG-Versicherung in Düsseldorf. Es erinnert an das Bild vom Stufenberg, das Hans Poelzig 1916 zeichnete, das Rudolf Schwarz 1949 erörterte und er 1958 im Wettbewerb für die Kirche mit Gedenkstätte Regina Martyrum in Berlin-Charlottenburg entwarf. Es war von 1967 bis 1998 das Wahrzeichen am Mörsenbroicher Ei, wurde trotz Widerstand der Bürger gegen den Einspruch des Landeskonservators wegen angeblicher Asbestbelastung abgerissen und durch den ARAG-Tower ersetzt.
Der 1970 eröffnete Terminal 1 des Flughafens Köln/Bonn, den er als ersten „Drive-in-Airport“ in Europa mit vier „Satelliten“ konzipierte, gilt als herausragendes Werk jener Jahre und als Vorbild aufgrund der kurzen Wegeleitung.
Das von PSE entworfene Hochhaus in Hängekonstruktion für die Stadtsparkasse Wuppertal (1973) und höchste Gebäude der Stadt wurde 2015 zum Baudenkmal erklärt. (2015: Baudenkmal). Im Zusammenhang mit Kunst am Bau ließ PSE eine große Lichtplastik von Adolf Luther im Innern anfertigen. PSE baute 1979 den „OCTOPUS“ / Abri, ein Erdhaus, Neubau 1980 – 81, Ramatuelle, Frankreich, das nach seinem Tod als „Architects in Residence“ genutzt werden soll. Hierzu gründete 2017 seine Tochter Claudia Schneider-Esleben den Verein „Les Amis d’Octopus et de son Environnement“.
Von 1961 bis 1972 lehrte Schneider-Esleben Architekturentwurf als Professor der Hamburger Hochschule für Bildende Künste und 1965 als Gastprofessor der TU Wien. In dieser Zeit war er vom Brutalismus beeinflusst.
PSE entwarf Schmuck für seine Familie und Bauherinnen, den er oft selbst modellierte in Zusammenarbeit mit dem Goldschmied Friedrich Becker und von ihm exklusiv anfertigen ließ. PSE entwarf für seine größeren Bauprojekte stets auch das Mobiliar mit namhaften Möbelfirmen wie Casala, Flötotto, Hans Kaufeld, Sönnecken, Thonet Paris, Wilde & Spieth. PSE erhielt für den Kugelrohrsessel „PSE 58“ oder auch „Sputnik“ genannt, den er für Mannesmann 1953 entwarf, auf der Triennale in Mailand 1960 die Silbermedaille. Lambert Rosenbusch zitierte in 2006 Mies van der Rohe „Für den großen Kollegen, der den 855 auf die Welt gebracht hatte, bis heute das einzige gültige Redesign vom Barcelona Sessel“.  Der „EßzimmerStuhl“ wurde von PSE in 1954 entworfen, stapelbar, aus Rundstahl und Boondut-Rohrgeflecht oder als Spaghettivariante aus Kunststoff von Wilde + Spieth produziert. 2016 wurde er von Richard Lampert reproduziert als „TT54“ und erstmals auf der IMM Messe Köln präsentiert. 2015/16 wurde er diverse Male ausgestellt vom Architekturmuseum der Technischen Universität München, sowie vom M:AI (Museum für Architektur und Ingenieurkunst NRW), im Foyer des MannesMann-Hochhaus und in der Architektenkammer NRW, in Düsseldorf und Hamburg.
Schneider-Esleben, der sich bis zuletzt für den Erhalt seiner Bauten engagierte, kämpfte oft um sein Urheberrecht, wie am Flughafen Köln-Bonn, das durch die von Helmut Jahn geplanten Baumaßnahmen verletzt wurde. Erst nach längeren Auseinandersetzungen mit dem Flughafenbetreiber verzichtete er im Februar 2005 kurz vor seinem Tod gegen eine Abfindung auf sein Recht, an allen baulichen Veränderungen beteiligt zu werden.

## Rezeption
Seinen umfangreichen Nachlass übernahm 2006 das A.M. (Architekturmuseum der Technischen Universität München), das 2015 zum Anlass seines 100. Geburtstages die größte Retrospektive seines Werkes ausrichtete. Im selben Jahr widmete das M:AI, Museum für Architektur und Ingenieurkunst NRW in Zusammenarbeit mit der Architektenkammer NRW dem Schaffen von PSE Ausstellungen in Düsseldorf, Wuppertal und Hamburg.
Von 2014 bis 2020 forschte Regine Heß vom A.M. am Beispiel des Architekten Schneider-Esleben zu Zielen und Inhalten des Bauens in der frühen Nachkriegsmoderne der Bonner Republik.

## Ehrungen und Auszeichnungen
- 1956: Großer Kunstpreis für Baukunst von Nordrhein-Westfalen
- 1960: Silbermedaille für den Mannesmann Kugelrohrsessel „PSE 58“ auf der Triennale in Mailand
- 1968: Verdienstkreuz 1. Klasse des Verdienstordens der Bundesrepublik Deutschland
- 1987: Großes Verdienstkreuz des Verdienstordens der Bundesrepublik Deutschland
- 1992: Ehrendoktor Dr. h. c. der RWTH Aachen

## Werk

### Bauten
- 1950: Haus Dr. Franz Westhoff, Düsseldorf-Kaiserswerth
- 1950: Haus Dr. Eugen Bonzel. Arztlandhaus in Wegescheid
- 1950–1953: Jagdhaus Franz Haniel alias Forsthaus Hülloch bei Bad Münstereifel[33] Lage
- 1951: Hanielgarage, Franz Haniel, in Düsseldorf, Grafenberger Allee 258 Lage
- 1951–1953: Haus Dr. Emil Riedel, Parkstraße 12b in Haan[33] Lage
- 1952–1956: Arbeitersiedlung der Hein Lehmann AG in Monheim-Baumberg, Heideweg 1–23 Lage
- 1952: Wiederaufbau der Kirche St. Bonifatius (Düsseldorf-Bilk), Bauzeit von 1955 bis 1957
- 1953: Neubau der katholischen Kirche St. Rochus in Düsseldorf-Pempelfort, Rochusmarkt
- 1954: Mannesmann-Hochhaus in Düsseldorf Lage
- 1955: Haus B. in Essen[33]
- 1955: Volksschule in Saalhausen[34] Lage
- 1957–1958: Wohnanlage für die Interbau Berlin 1957 in Berlin-Hansaviertel, Klopstockstraße 25–27[35][36]Lage
- 1961: Grundschule an der Rolandstraße in Düsseldorf Lage
- 1962–1964: Wohn- und Bürohaus in Düsseldorf-Golzheim, Tersteegenstraße 63–66. Hier wohnte und arbeitete Schneider-Esleben im Penthouse mit begrünter Dachterrasse über dem neunten Stock bis zu seinem Tod 2005[37]
- 1962–1965: Commerzbank-Hochhaus in Düsseldorf Lage
- 1967: Haus Dr. Martin Zindler in Düsseldorf-Himmelgeist Lage
- 1963–1965: Ordenshaus (Schriftstellerhaus) der Jesuiten in München-Nymphenburg, Zuccalistraße 16 Lage
- 1964–1967: ARAG-Terrassenhaus in Düsseldorf-Düsseltal, Brehmstraße 110 (1991/1992 abgerissen) Lage
- 1965–1966: Haus Dr. Franz Eichhorn in Düsseldorf-Stockum, Beckbuschstraße 15 Lage
- 1970: Köln-Bonner Flughafen Lage
- 1971–1972: Verwaltungszentrum Erkrath-Hochdahl[38]
- 1973: Bürohochhaus der Stadtsparkasse Wuppertal Lage
- 1979–1981: ATO-Haus. Büro-Haus und Show-Room (Ü5) in Düsseldorf-Golzheim, Uerdinger Straße 5[37] (Mai 2020 unter Abriss)
- 1979: „OCTOPUS“ / Abri, Erdhaus, Neubau 1980 – 81, Ramatuelle

### Schriften / Werksmonographien
- 1987: ENTWÜRFE UND BAUTEN 1949–1987, Vieweg, Braunschweig / Wiesbaden, Heinrich Klotz: ISBN 3-528-08726-9
- 1988: REISESKIZZEN - PAUL SCHNEIDER - ESLEBEN, Verlag Ursus Presse Düsseldorf, Texte: Karl Ruhrberg, Köln + Pierre Restany, Paris
- 1989: REISESKIZZEN – BURMA, THAILAND, BALI, Hirmer-Verlag, München 1989, ISBN 3-7774-5190-8
- 1994: REISESKIZZEN YEMEN – P. SCHNEIDER VON ESLEBEN, Hirmer-Verlag, München ISBN 3-7774-6660-3
- 1995: SKIZZEN – P. SCHNEIDER VON ESLEBEN, Hirmer-Verlag, München, Text: Dr. Manfred Sack, ISBN 3-7774-6860-6
- 1996/8: PAUL SCHNEIDER VON ESLEBEN – ENTWÜRFE UND BAUTEN, 1949 – 97, Gerd Hatje Verlag Stuttgart, Herausgeber & Text: Heinrich Klotz ISBN 3-7757-0658-5
- 2000: RUND UM ESLOHE – SKIZZEN AUS DER GEMEINDE, Herausgeber: Gemeinde Eslohe, Text: Magdalena Padberg

## Zitate
- … In seiner Reduktion der Form auf „Haut- und Knochenarchitektur“ griff Schneider-Esleben dabei Ideen von Ludwig Mies van der Rohe auf … (Die Welt, 24. Mai 2005)
- Wie eine Gletscherzunge schlängelt sich die gezackte Betonphalanx der Empfangsgebäude auf das Flugfeld vor. (Süddeutsche Zeitung zum Flughafen Köln-Bonn, 1970)
- Die Koexistenz von handwerklicher Fertigung bei Schneider-Eslebens Wohnhäusern und der im Industriebau wurzelnden Haniel-Garage erscheint heute als interessante Spannung und als Indiz des Übergangs von baumeisterlicher zu industriell gefertigter Architektur. (Regine Heß: Wohnen in der Nachkriegszeit. Einfamilienhäuser von Paul Schneider-Esleben zwischen Tradition und Moderne. In: Rudolf Fischer und Wolf Tegethoff (Hrsg.): Modern wohnen. Möbeldesign und Wohnkultur der Moderne. Berlin 2015, S. 462.)
- Paul Schneider-Esleben erfolgreichste Zeit waren die 50er Jahre; später gelangen ihm vor allem wohl wegen der überschaubaren Größe seines Büros nur mehr selten Wettbewerbserfolge. Umso interessanter ist diese erste Zeit des Durchbruchs einer international geprägten Moderne, die die damaligen, noch an klassizistische oder neoklassizistische Formen gewohnten Wahrnehmungsmuster in Architektur und bildender Kunst erst zu sprengen hatte. Nicht zuletzt in dieser grundsätzlichen Funktion ist das Werk Paul Schneider-Eslebens eine eingehende Beschäftigung wert. (Frank Maier-Solgk, Bauwelt Nr. 31, 2015)[39]

## Ausstellungen
- 2015: Museum für Architektur und Ingenieurkunst NRW[40]
- 2015: Architekturmuseum der Technischen Universität München[41]